# Unionsborgerskab
Unionsborgerskab er en betegnelse for en række rettigheder, der er tildelt statsborgere i EU's medlemsstater. Unionsborgerskabet blev indført i 1992 ved vedtagelsen af Maastricht-traktaten. Enhver statsborger i en EU medlemstat har efter Maastricht-traktaten tillige Unionsborgerskab. Unionsborgerskabet giver en række rettigheder i form af bl.a. ret til fri bevægelighed og ophold inden for EU, stemmeret og valgbarhed til kommunalvalg og valg til Europaparlamentet samt diverse rettigheder knyttet til diplomatisk og konsulær beskyttelse. 
Unionsborgerskab komplementerer nationalstaternes statsborgerskab, men erstatter ikke dette. Denne præcisering blev skrevet ind i Amsterdamtraktaten. Tanken på dette fælles borgerskab voksede frem i 1970'erne.